# El Pi-Proposta per les Illes
El Pi-Proposta per les Illes (em catalão e oficialmente; em castelhano: El Pino-Propuesta por las Islas Baleares) é um partido político da Espanha, de âmbito regional das Ilhas Baleares. Foi fundado em 2012, após a fusão dos antigos partidos da Lliga Regionalista de les Illes Balears, Convergència per les Illes, Unió Menorquina e Es Nou Partit.